# Artabres

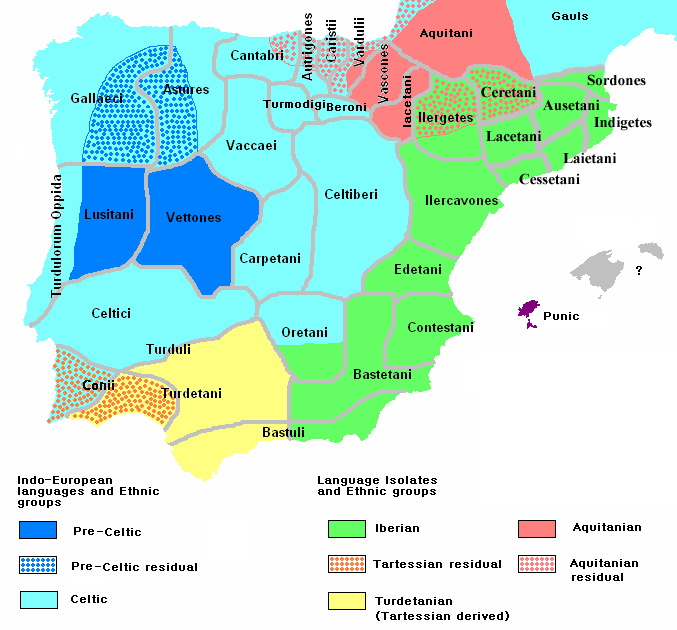
La péninsule ibérique vers 200 av. J.-C.

Les Artabres (ou Arrotrèbes) étaient un petit peuple celte de la péninsule Ibérique, dont le territoire est localisé dans l’actuelle communauté autonome de Galice, à proximité de La Corogne et, plus précisément, du cap Finisterre.

## Protohistoire
Les Artabres sont notamment mentionnés dans l’Histoire naturelle de Pline au Ier siècle avec les Cibarques, les Egovarres, les Jadons, les Arrotrèbes :
«  [1] Au promontoire des Pyrénées commence l'Espagne, plus étroite en cet endroit non seulement que la Gaule, mais aussi qu'elle-même dans le reste de son étendue : là, en effet, d'un côté l'Océan, de l'autre la mer Ibérienne, la rétrécissent, comme nous l'avons dit (III, 4, 7), énormément. Une chaîne des Pyrénées, pénétrant en Espagne dans la direction du lever équinoxial au coucher d'hiver, la divise en deux parties, l'une au nord plus petite, l'autre au midi. La côte qui se présente la première dans l'ordre que nous suivons est celle de l'Espagne Citérieure ou Tarraconaise. À partir des Pyrénées le long de l'Océan, les bois des Vascons, Olarso, les villes des Vardules, Morosgi, Menosca, Vesperies, le port des Amanes, où est maintenant Flaviobriga, colonie ; la région des Cantabres avec neuf cités ;

[2] le fleuve Sanda ; le port de Victoria des Juliobrigiens ; à 40 000 pas de ce lieu, les sources de l'Ebre, le port Blendium ; les Orgénomesques des Cantabres, avec leur port Vereasueca ; la région des Astures, la  ville Noega ; dans une péninsule, les Paesiques ; puis, du ressort de Lugo, à partir du fleuve Navia, les Albions, les Cibarques, les Egovarres, surnommés Namariniens, les Jadons, les Arrotrèbes, le promontoire Celtique ; les fleuves Florius et Nelo. »
— Pline l’Ancien, Histoire naturelle, Livre IV, 34, 1-2.
Selon Strabon (Géographie, Livre II, 5 et Livre III, 2.9 & 3.5), c’est le dernier peuple situé à l’extrémité nord-ouest de la péninsule ibérique. Toujours selon cet auteur, les cours d’eau regorgeraient d’argent, d’étain et d’or blanc, le travail d’orpaillage étant effectué par les femmes.
Le Portus Artabrorum de l’époque romaine est localisé dans l’actuelle ville de Duyo.  

## Sources
- Venceslas Kruta, Les Celtes, Histoire et Dictionnaire, Éditions Robert Laffont, coll. « Bouquins », Paris, 2000,  (ISBN 2-7028-6261-6).
- John Haywood (intr. Barry Cunliffe, trad. Colette Stévanovitch), Atlas historique des Celtes, éditions Autrement, Paris, 2002,  (ISBN 2-7467-0187-1).
- Consulter aussi la bibliographie sur les Celtes et la bibliographie de la mythologie celtique.

Wikisource
- Pline l’Ancien,  Histoire naturelle, Livre IV